# Akt (proteïna-cinasa B)
La familia de proteïnes Akt (o PKB, proteïna-cinasa B) són un conjunt de proteïnes amb funció enzimàtica de la superfamilia de les serina-treonina cinases. Akt presenta 3 isoformes, codificades en humans pels gens AKT1, AKT2 i AKT3:
- AKT1: participa en vies de senyalització relacionades amb la supervivència cel·lular, induïnt processos antiapoptòtics. També és important en vies que promouen el creixement del teixit.
- AKT2: participa en la via de senyalització de la insulina.
- AKT3: poc caracteritzada, encara es desconeix el seu rol.

Akt presenta dominis PH (Pleckstrin Homology, amb homologia a la Pleckstrina), amb elevada afinitat per fosfoinositol, derivats del fosfatidilinositol, que regulen l'activació de Akt. Així, s'uneix a molècuels de PI(3,4,5)P3 (fosfatidilinositol 3,4,5-trifosfat) i PI(3,4)P2 (fosfatidilinositol 3,4-bisfosfat) generats per l'activitat de la fosfatidilinositol 3-cinasa (PIK3). La fosforilació de residus específics promou l'activació del domini catalític.
L'activació de Akt dependent de PI3K indueix la fosforilació de substrats diana de cada isoforma a través de la transferència de grups fosfat des de residus de serina i treonina localitzats en el centre actiu del domini catalític de Akt.